# Nautical Archaeology Society
O Nautical Archaeology Society (NAS) é uma organização que se dedica ao ensino e aprimoramento das técnicas utilizadas na arqueologia subaquática.